# سیمین‌نوک سرخاکستری
رنگینک سرخاکستری یا نوک‌سیمین سرخاکستری (نام علمی: Spermestes griseicapilla)، که همچنین به عنوان رنگینک سرمرواریدی شناخته می‌شود، یک گونه از سهرگان ریز است که در شرق آفریقا، اتیوپی، کنیا، سودان جنوبی و تانزانیا یافت می‌شود. گستره پراکنش جهانی تخمینی ۴۰۰۰۰۰ کیلومتر مربع است. در گذشته، معمولاً در سردهٔ تک‌نماد Odontospiza به عنوان Odontospiza caniceps و گاهی در سردهٔ نوک‌سیمین‌ها جای می‌گرفت.